# Сутоки (Щолковський міський округ)
Суто́ки (рос. Сутоки) — присілок у складі Щолковського міського округу Московської області, Росія.

## Населення
Населення — 56 осіб (2010; 53 у 2002).
Національний склад (станом на 2002 рік):
- росіяни — 98 %